# Neuvelle-lès-la-Charité
Neuvelle-lès-la-Charité ist eine Gemeinde im französischen Département Haute-Saône in der Region Bourgogne-Franche-Comté.

## Geographie
Neuvelle-lès-la-Charité liegt auf einer Höhe von 222 m über dem Meeresspiegel, sieben Kilometer östlich von Fresne-Saint-Mamès und etwa 34 Kilometer nördlich der Stadt Besançon (Luftlinie). Das Dorf erstreckt sich im Westen des Départements, im Saônebecken, in einer weiten Mulde des Dorfbachs südlich des Bois du Bouillon.
Die Fläche des 13,20 km² großen Gemeindegebiets umfasst einen Abschnitt der leicht gewellten Landschaft südöstlich der Saône. Der zentrale Teil des Gebietes wird von der weiten Mulde von Neuvelle eingenommen, die sich nach Westen öffnet. Sie wird überwiegend landwirtschaftlich genutzt und vom Dorfbach zur Romaine entwässert. Die Mulde wird von bewaldeten Anhöhen umgeben, die aus tertiären Ablagerungen bestehen. Mit 258 m wird im Bois de Bouillon im Norden die höchste Erhebung von Neuvelle-lès-la-Charité erreicht. Im Osten verläuft die Abgrenzung in den Wäldern Bois de la Baronne und Bois de la Bouloye. Nach Südwesten erstreckt sich das Gemeindeareal über die Anhöhe von Belle Croix in die breite Niederung der Romaine im Bereich des ehemaligen Klosters La Charité.
Nachbargemeinden von Neuvelle-lès-la-Charité sind Noidans-le-Ferroux und Raze im Norden, Rosey, Mailley-et-Chazelot und Grandvelle-et-le-Perrenot im Osten, Lieffrans, Bourguignon-lès-la-Charité und Fretigney-et-Velloreille im Süden sowie Le Pont-de-Planches im Westen.

## Geschichte
Überreste eines neolithischen Siedlungsplatzes weisen auf eine sehr frühe Besiedlung des Gemeindegebietes hin. Das Gebiet von Neuvelle wurde im 12. Jahrhundert von Mönchen des Klosters La Charité gerodet und urbar gemacht. Im Mittelalter gehörte Neuvelle zur Freigrafschaft Burgund und darin zum Gebiet des Bailliage d’Amont. Die lokale Herrschaft hatten zur Hauptsache die Herren von Oiselay inne. Ein kleiner Teil des Grundbesitzes gehörte dem Kloster La Charité. Zusammen mit der Franche-Comté gelangte Neuvelle-lès-la-Charité mit dem Frieden von Nimwegen 1678 definitiv an Frankreich.
Das Zisterzienserkloster La Charité wurde 1133 gegründet und bildete den geistigen Mittelpunkt der Region. Es wurde 1477 von Truppen des französischen Königs Ludwig XI. geplündert, 1569 von Truppen des Herzogs von Zweibrücken zerstört und im Rahmen der Französischen Revolution 1789 aufgehoben. Der Weiler La Charité wurde 1812 mit Neuvelle-lès-la-Charité vereinigt.

## Sehenswürdigkeiten

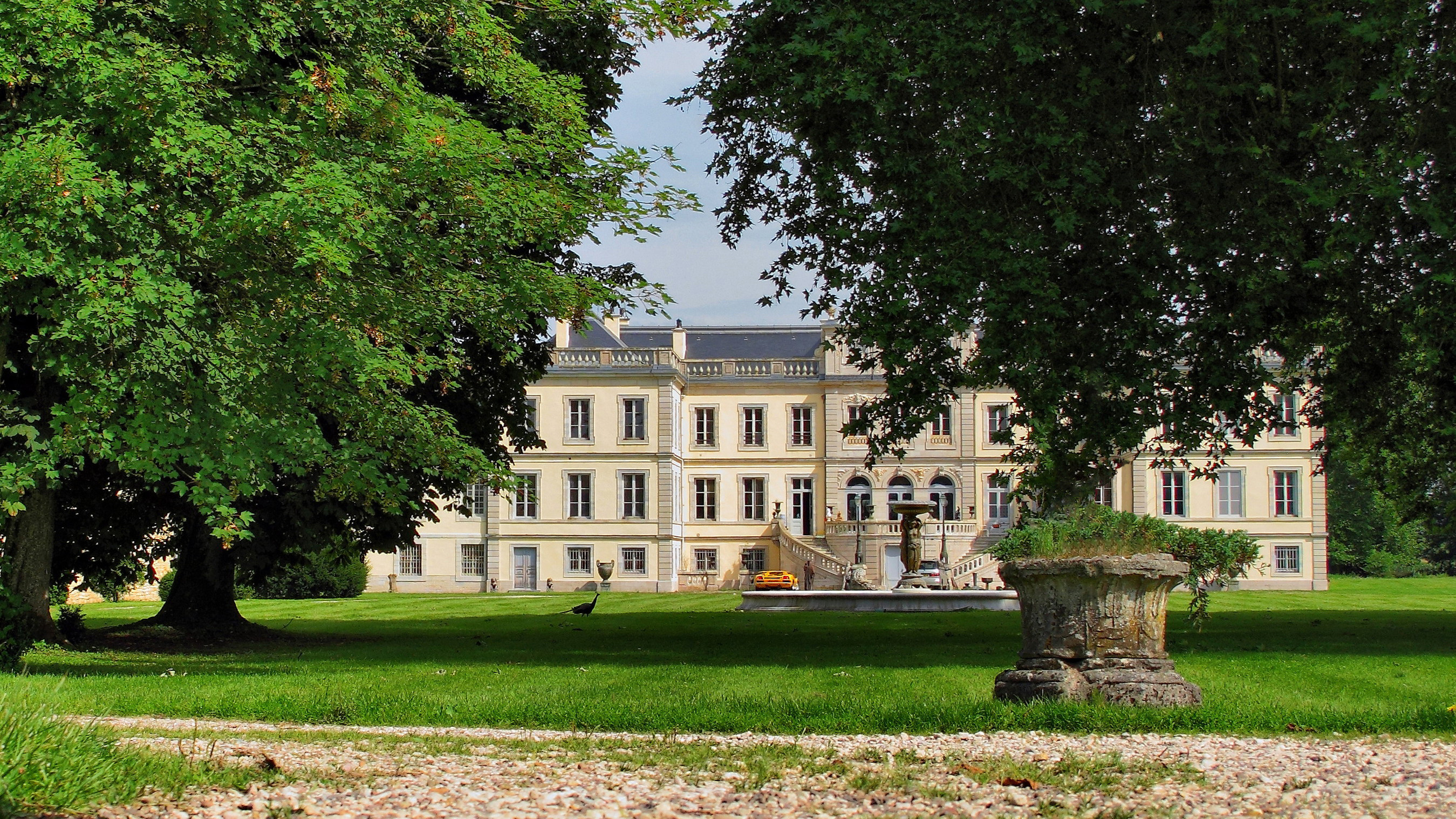
Ehemaliges Kloster

Die Dorfkirche von Neuvelle-lès-la-Charité wurde im 19. Jahrhundert errichtet und besitzt einen Altar, der aus einer ehemaligen Grabplatte umgebaut wurde. Im Dorf befinden sich zwei geschmiedete Wegkreuze aus dem 18. Jahrhundert. Zu den weiteren Sehenswürdigkeiten des Dorfes zählen eine Grangie des Klosters La Charité und ein Lavoir aus dem 19. Jahrhundert, dessen Dach von sieben Säulen getragen wird. Vom ehemaligen Kloster sind Konventsgebäude und eine Kapelle aus dem 18. Jahrhundert erhalten.

## Bevölkerung
| Jahr                       | 1962 | 1968 | 1975 | 1982 | 1990 | 1999 |
| Einwohner                  | 212  | 207  | 194  | 188  | 199  | 201  |
| Quellen: Cassini und INSEE |      |      |      |      |      |      |

Mit 221 Einwohnern (1. Januar 2022) gehört Neuvelle-lès-la-Charité zu den kleinen Gemeinden des Département Haute-Saône. Nachdem die Einwohnerzahl in der ersten Hälfte des 20. Jahrhunderts abgenommen hatte (1886 wurden noch 484 Personen gezählt), wurde seit Beginn der 1980er Jahre wieder ein leichtes Bevölkerungswachstum verzeichnet.

## Wirtschaft und Infrastruktur
Neuvelle-lès-la-Charité war bis weit ins 20. Jahrhundert hinein ein vorwiegend durch die Landwirtschaft (Ackerbau, Obstbau und Viehzucht) und die Forstwirtschaft geprägtes Dorf. Heute gibt es verschiedene Betriebe des Klein- und Mittelgewerbes, darunter zwei Transportunternehmen. In den letzten Jahrzehnten hat sich das Dorf zu einer Wohngemeinde gewandelt. Viele Erwerbstätige sind deshalb Wegpendler, die in den größeren Ortschaften der Umgebung ihrer Arbeit nachgehen.
Die Ortschaft liegt abseits der größeren Durchgangsachsen an einer Departementsstraße, die von Fretigney-et-Velloreille nach Scey-sur-Saône-et-Saint-Albin führt. Weitere Straßenverbindungen bestehen mit Le Pont-de-Planches, Lieffrans und Le Perrenot.